# Shonn Greene
Shonn Greene (* 21. August 1985 in Sicklerville, New Jersey) ist ein ehemaliger US-amerikanischer American-Football-Spieler auf der Position des Runningbacks. Er spielte College Football für die University of Iowa und wurde 2009 von den New York Jets in der 3. Runde des NFL Draft ausgewählt. In der National Football League (NFL) spielte er für die Jets und die Tennessee Titans.

## Highschool Karriere
Greene besuchte die Winslow Township High School in Atco, New Jersey. Dort hat er zunächst als Runningback und Linebacker gespielt. In seinem ersten Jahr erreichte er 18 Touchdowns und 1.267 Yards in 221 Versuchen. Im darauf folgenden Jahr erreichte er 16 Touchdowns und 1.378 Yards in 172 Versuchen, darüber hinaus verzeichnete er einen Rekord mit 191 Karriere-Tackles und ein Turnover in der Defensive. Er beendete seine High School Karriere mit 4.266 erlaufene Yards, 43 Touchdowns und 503 Versuchen.

## Collegekarriere
Greene besuchte die University of Iowa, fehlte dort aber die gesamte Saison 2007, weil er in einem Möbelhaus arbeitete, um seine Studiengebühren am Kirkwood Community College zu bezahlen. Dort studierte er um seinen Notendurchschnitt vor dem Transfer zurück nach Iowa zu erhöhen. Er gewann 2008 den Doak Walker Award, damit wurde er der erste Spieler Iowas, der diesen Award gewann und der erste Spieler, der es trotz Sieg nicht in das Team der vergangenen Saison schaffte. Nachdem die Hawkeyes am 1. Januar 2009 den Outback Bowl gewannen kündigte Greene an, er würde in die NFL wechseln. Shonn Greene war in diesem Jahr der einzige der in jedem Spiel über 100 Yards erlaufen hat.

## Profikarriere
Greene wurde in der dritten Runde des NFL Draft 2009 von den New York Jets ausgewählt. Nachdem er sich in der Saisonvorbereitung eine Rippenverletzung zugezogen hatte, musste er die ersten Saisonspiele aussetzen und konnte sich nur langsam im Team etablieren. Als Ersatzmann für Thomas Jones erlief er in der regulären Saison insgesamt 540 Yards und erzielte zwei Touchdowns. Während der Play-offs konnte Greene sich deutlich steigern und erzielte in drei Spielen insgesamt 304 Yards.
Zur Saison 2013 unterzeichnete er einen Dreijahresvertrag über 10 Millionen Dollar bei den Tennessee Titans. Nachdem er in Tennessee die Erwartungen nicht erfüllen konnte und in 24 Spielen in zwei Saisons bei 171 Laufversuchen 687 Yards und sechs Touchdowns erlaufen hatte, wurde er am 16. Juni 2015 von den Titans entlassen.

### Daten
Aus dem NFL Draft Scout:
Combine
- 4,62 s 40-Yard-Sprint
- 93,98 cm Hochsprung
- 19 Wiederholungen Bankdrücken
- 7,1 s 3 Cone Drill
- 4,4 s 20-Yard Shuttle
- 3,08 m Weitsprung

Pro Day
- 4,55 s 40-Yard-Sprint
- 99,06 cm Hochsprung
- 23 Wiederholungen Bankdrücken
- 4,25 s 20-Yard Shuttle
- 3,23 m Weitsprung